# Charles Berlitz
Charles Frambach Berlitz (Nueva York, EE. UU., 20 de noviembre de 1914 - Tamarac, Florida, EE. UU., 18 de diciembre de 2003) fue un escritor estadounidense muy conocido por sus obras sobre fenómenos paranormales, aunque también escribió sobre enseñanza de idiomas. 

## Biografía
Su libro más famoso es El triángulo de las Bermudas, del que vendió unos veinte millones de ejemplares.
Era nieto del fundador de las academias de enseñanza de idiomas Berlitz Language Schools. Él mismo fue políglota.
Se graduó magna cum laude en la Universidad de Yale y estuvo trece años en el Ejército de los Estados Unidos, principalmente en la rama de espionaje. Luego trabajó en la empresa de la familia, donde fue autor de libros con frases para turistas. También participó en la redacción de cursos de lenguaje grabados en cintas y discos.
A finales de los años sesenta vendió su compañía a la firma Crowell, Collier & Macmillan.

## Obra
- The Mystery of Atlantis (1969)
- Mysteries from Forgotten Worlds (1972)
- The Bermuda Triangle (1974), ISBN 0-285-63326-0
- Without a Trace (1977)
- The Philadelphia Experiment - Project Invisibility (1979)
- The Roswell Incident (1980)
- Doomsday 1999 A.D. (1981) ISBN 0-586-05543-6.
- "Lenguas Nativas" (Native Tongues) (1982)
- Atlantis - The Eight Continent (G. P. Putnams Sons., New York, 1984)
- Atlantis: the lost continent revealed, Macmillan, London, 1984
- The Lost Ship of Noah: In Search of the Ark at Ararat (1987)
- The Dragon's Triangle (1989)
- World of Strange Phenomena (Little Brown & Company, New York, 1995)

## El triángulo de las Bermudas
En su libro El triángulo de las Bermudas (1974), Berlitz relata varios casos de barcos y aviones desaparecidos. Ofrece un conjunto de explicaciones convencionales —dadas por la Guardia Costera de Estados Unidos y operadores de empresas de aviación o marineros conocedores del lugar—, tales como tormentas repentinas, botes pequeños embestidos en la noche por grandes barcos, aviadores y marineros inexpertos que cometen errores, etc. Recoge informes sobre extrañas luces en el cielo y bajo la superficie del mar y enormes explosiones submarinas y sobre desapariciones en medio de nieblas de extraño aspecto. El autor sugiere que las explicaciones convencionales no pueden explicar todos los casos y hace un repaso de las explicaciones alternativas, tales como ovnis, experimentos de las Fuerzas Armadas de los Estados Unidos o restos de antiguas civilizaciones. Se remite a testimonios de otros investigadores de estos fenómenos y a las declaraciones de Edgar Cayce, un estadounidense que afirmaba ser un vidente y haber tenido visiones sobre la civilización de la Atlántida.
Crítica
Sus afirmaciones sobre los fenómenos ocurridos en el Triángulo de las Bermudas, sobre los cuales él no fue el primer autor, pero ayudó enormemente a popularizar, fueron muy discutidas por otros investigadores. Uno de ellos, el aviador Larry Kusche, investigó a fondo los casos presentados por Berlitz y, en su libro El misterio del triángulo de las Bermudas solucionado (1975), llegó a la conclusión de que prácticamente ninguno de ellos supone un misterio: algunos casos ni siquiera existieron, otros tuvieron lugar muy lejos del supuesto triángulo y el resto puede explicarse por causas naturales, como malas condiciones meteorológicas, que Berlitz procura no mencionar. Según Kusche, la credibilidad de Berlitz "es tan baja que virtualmente es inexistente. Si Berlitz informase de que un barco es rojo, las posibilidades de que fuera de otro color constituirían casi una certeza. Dice cosas que simplemente no son ciertas. Deja de lado el material que contradice su misterio".
El libro de Larry Kusche, a su vez, ha sido objeto de análisis y críticas por parte de otras personas vinculadas al triángulo de las Bermudas.